# Епархия Банфора
Епархия Банфора (лат. Dioecesis Banforensis) — епархия Римско-Католической Церкви с центром в городе Банфора, Буркина-Фасо. Епархия Банфора входит в архиепархию Бобо-Диуласо.

## История
27 июня 1998 года Римский папа Иоанн Павел II учредил буллой Cum suo tempore епархию Банфора, выделив её из архиепархии Бобо-Диуласо. 
15 декабря 2000 года епархия Банфора вступила в церковную провинцию Бобо-Диуласо.

## Ординарии епархии
- епископ Lucas Kalfa Sanon (27.06.1998 — по настоящее время)

## Источник
- Annuario Pontificio, Ватикан, 2005
- Булла Cum suo tempore  (лат.)